# Tiro nos Jogos Olímpicos de Verão de 1956
O tiro nos Jogos Olímpicos de Verão de 1956 foi realizado em Melbourne, na Austrália, com sete eventos disputados. Apenas homens competiram nessa modalidade.

## Tiro rápido 25 m
| Pos. | País                  | Atletas               | Pontos |
| ---- | --------------------- | --------------------- | ------ |
|      | Romênia (ROM)         | Ştefan Petrescu       | 587    |
|      | União Soviética (URS) | Yevgeni Cherkasov     | 585    |
|      | Romênia (ROM)         | Gheorghe Lichiardopol | 581    |

## Carabina deitado 50 m
| Pos. | País                  | Atletas          | Pontos |
| ---- | --------------------- | ---------------- | ------ |
|      | Canadá (CAN)          | Gerald Ouellette | 600    |
|      | União Soviética (URS) | Vasili Borisov   | 599    |
|      | Canadá (CAN)          | Stuart Boa       | 598    |

## Carabina três posições 50 m
| Pos. | País                  | Atletas          | Pontos |
| ---- | --------------------- | ---------------- | ------ |
|      | União Soviética (URS) | Anatoli Bogdanov | 1172   |
|      | Checoslováquia (TCH)  | Otakar Hořínek   | 1172   |
|      | Suécia (SWE)          | John Sundberg    | 1167   |

## Carabina três posições 300 m
| Pos. | País                  | Atletas        | Pontos |
| ---- | --------------------- | -------------- | ------ |
|      | União Soviética (URS) | Vasili Borisov | 1138   |
|      | União Soviética (URS) | Allan Erdman   | 1137   |
|      | Finlândia (FIN)       | Vilho Ylönen   | 1128   |

## Pistola livre 50 m
| Pos. | País                  | Atletas          | Pontos  |
| ---- | --------------------- | ---------------- | ------- |
|      | Finlândia (FIN)       | Pentti Linnosvuo | 556/126 |
|      | União Soviética (URS) | Makhmud Umarov   | 556/124 |
|      | Estados Unidos (USA)  | Offutt Pinion    | 551     |

## Fossa olímpica
| Pos. | País          | Atletas           | Pontos |
| ---- | ------------- | ----------------- | ------ |
|      | Itália (ITA)  | Galliano Rossini  | 195    |
|      | Polônia (POL) | Adam Smelczyński  | 190    |
|      | Itália (ITA)  | Alessandro Ciceri | 188    |

## Tiro ao veado
| Pos. | País                  | Atletas            | Pontos |
| ---- | --------------------- | ------------------ | ------ |
|      | União Soviética (URS) | Vitali Romanenko   | 441    |
|      | Suécia (SWE)          | Per Olof Sköldberg | 432    |
|      | União Soviética (URS) | Vladimir Sevryugin | 429    |

## Quadro de medalhas do tiro
| Ordem | País                | Medalha de ouro | Medalha de prata | Medalha de bronze | Total |
| ----- | ------------------- | --------------- | ---------------- | ----------------- | ----- |
| 1     | URS União Soviética | 3               | 4                | 1                 | 8     |
| 2     | CAN Canadá          | 1               | 0                | 1                 | 2     |
| 2     | FIN Finlândia       | 1               | 0                | 1                 | 2     |
| 2     | ITA Itália          | 1               | 0                | 1                 | 2     |
| 2     | ROM Romênia         | 1               | 0                | 1                 | 2     |
| 6     | SWE Suécia          | 0               | 1                | 1                 | 2     |
| 7     | TCH Checoslováquia  | 0               | 1                | 0                 | 1     |
| 7     | POL Polônia         | 0               | 1                | 0                 | 1     |
| 9     | USA Estados Unidos  | 0               | 0                | 1                 | 1     |